# Almost an Actress
Almost an Actress é um filme mudo de curta-metragem norte-americano de 1913, do gênero drama, dirigido por Allen Curtis e estrelado por Louise Fazenda, Max Asher e Lon Chaney. O filme é agora considerado perdido.

## Elenco
- Louise Fazenda - Susie
- Max Asher - O diretor
- Edward Holland
- Lee Morris - Lee
- Lon Chaney - Cameraman
- Silvion de Jardins - Benny